# Poisson-folyamat
A Poisson-folyamat egy sztochasztikus folyamat, mely események számát és időközeit modellezi. A Poisson-folyamat olyan számláló folyamat, melynél a T1, T2, . . . érkezések közötti idők exponenciális eloszlású független valószínűségi változók.
A folyamatot Siméon-Denis Poisson francia matematikusról nevezték el, és többek között alkalmas a radioaktív bomlás, telefonhívások és webszerverek terhelésének modellezésére. 
A Poisson-folyamat időben folytonos, és a Bernoulli-folyamat ellenpárjának tekinthető, mely diszkrét folyamat. A Poisson-folyamat egy tiszta születési folyamat, mely a születés-halálozás folyamat legegyszerűbb példája.

## Meghatározás
A Poisson-folyamat alapfolyamata egy időben folytonos számláló folyamat {N(t), t ≥ 0}, a következő tulajdonságokkal:
- N(0) = 0
- Egymástól független növekmények jellemzik
- Stacionárius növekmények (bármely időközben az előfordulások számának eloszlása csak az időközök hosszától függ).
- Nincsenek szimultán események

A fentiek következtében:
- N(t) eloszlása Poisson-eloszlás
- A várakozási idő a következő eseményre exponenciális eloszlású
- Bármely időközben az előfordulás egyenletes eloszlást mutat

## Típusok

### Homogén folyamat
A homogén Poisson-folyamat egy Lévy-folyamat. Ezt a folyamatot egy λ paraméter jellemzi (intenzitás), és bármely (t, t + τ] időközben a bekövetkező események száma λτ paraméterű Poisson-eloszlást követ:
{\displaystyle P[(N(t+\tau )-N(t))=k]={\frac {e^{-\lambda \tau }(\lambda \tau )^{k}}{k!}}\qquad k=0,1,\ldots ,}
ahol N(t + τ) - N(t) = k a (t, t + τ] időközben bekövetkező események száma.
Amíg a Poisson-féle valószínűségi változót az λ skalár paraméter jellemzi, a homogén Poisson-folyamatot a λ gyakoriság paraméter, mely az egységnyi idő alatt bekövetkező események várható száma.
N(t) a mintavételes Poisson-folyamat, ami nem összetévesztendő a sűrűségfüggvénnyel vagy az eloszlásfüggvénnyel.

### Inhomogén folyamat
Ha a λ paraméter időben változhat, akkor inhomogén Poisson-folyamatról beszélünk. Az általános gyakorisági függvény λ(t).
Az a és b idők között várható események száma:
{\displaystyle \lambda _{a,b}=\int _{a}^{b}\lambda (t)\,dt.}
így az (a, b] időintervallumban az érkezések száma N(b) - N(a) Poisson-eloszlású, a kapcsolódó λa,b paraméterrel:
{\displaystyle P[(N(b)-N(a))=k]={\frac {e^{-\lambda _{a,b}}(\lambda _{a,b})^{k}}{k!}}\qquad k=0,1,\ldots .}
Az λ(t) az inhomogén Poisson-folyamatban az idő determinisztikus függvénye, vagy egy független sztochasztikus folyamat, mely a Cox-folyamathoz vezet.
A homogén Poisson-folyamat úgy is tekinthető, ahol λ(t) = λ, egy konstans gyakoriság.

### Térbeli folyamat
A térbeli (többdimenziós) változat az egydimenziós folyamattól a változók indexében változik. Több dimenzióban az index változó egy vektor térben (V) van. A vektor térben átlapolás mentes véges alrégiókban történnek az események, melyeknek Poisson-eloszlásuk van, és egymástól függetlenek.

### Téridő folyamat
Ez egy további változat a Poisson-folyamatra, amikor a tér és idő változókat egymástól külön kezeli. Ez felfogható úgy is, mint egy térbeli folyamat, ahol az idő is a vektortér egy komponense.

## Jellemzés
A Poisson-folyamatra két feltétel igaz:
- Szabályosság, azaz az érkezések nem egyszerre (nem szimultán) történnek:

{\displaystyle \lim _{\Delta t\to 0}P(N(t+\Delta t)-N(t)>1\mid N(t+\Delta t)-N(t)\geq 1)=0}
- - Memória-mentesség, illetve Örökifjú tulajdonság, azaz az egymás utáni beérkezési események függetlenek, és egy t időbeli eseményt nem befolyásol a t idő előtti bármely esemény.

Ez azt is jelenti, hogy a Poisson-folyamatnál az egymást követő események közötti intervallumok függetlenek az események számától is. A homogén Poisson-folyamatnál ezek az esemény közötti idők exponenciális eloszlásúak, λ paraméterrel.

## Alkalmazások
- Telefonhívások beérkezése
- Labdarúgó meccseken előforduló gólok[4]
- Webszerverekhez beérkező kérelmek[3]
- Részecske-emisszió radioaktív bomláskor (inhomogén Poisson-folyamat)
- Sorbanállás-elméletnél az ügyfelek-kiszolgálók sorbanállása sokszor Poisson-folyamat.[5]

A Palm–Khintchine-elmélet szerint sok alacsony intenzitású nem Poisson-féle pont folyamat igen közeli a Poisson-folyamathoz.